# 263844 Johnfarrell
263844 Johnfarrell este un asteroid din centura principală, descoperit pe 21 ianuarie 2009, de J. Hobart.